# Carpe Diem (série télévisée)
Pour les articles homonymes, voir Carpe diem.
Production
Diffusion
Carpe Diem est une série télévisée franco-belge réalisée par Pierre Isoard d'après un scénario de Julien Guérif et Pierre Isoard, et diffusée en Belgique à partir du 1er septembre 2024 sur La Une, en Suisse à partir du 25 février 2025 sur RTS 1 et en France à partir du 10 mars 2025 sur TF1.
Cette fiction est une coproduction d'Escazal Films, Frelon Productions, TF1, Be-FILMS et la RTBF (télévision belge).

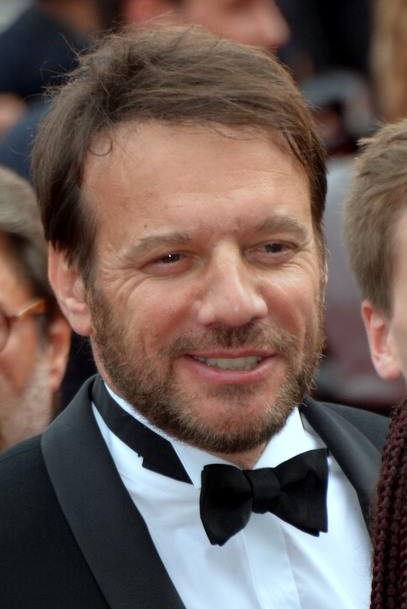
Samuel Le Bihan.

## Synopsis
Tom Villeneuve, 48 ans, vient d'être libéré après 17 ans passés en prison. Condamné à tort pour le meurtre de sa femme, il n'a qu'un but à présent : découvrir qui est son assassin,.
Pendant toutes ses longues années en prison, il s'est accroché à des études de droit, qui l'autorisent à devenir avocat pénaliste. Il ouvre son cabinet à Nice et se spécialise dans la défense d'innocents injustement accusés.
Avec un style décontracté, il fait sienne la locution latine carpe diem : vivre le moment présent sans se soucier du lendemain.

## Distribution

### Personnages principaux
- Samuel Le Bihan : Tom Villeneuve
- Barbara Schulz : la capitaine Lucie Meunier
- Maya Rose Binard : Zoé, la fille de Tom
- Jisca Kalvanda : Sigourney, l'associée de Tom
- Henri Giey : Simon, l'assistant de Tom et Sigourney
- Mona Walravens : Anna de Santis, la femme de Tom morte il y a 17 ans
- Féodor Atkine : Mauricio de Santis, le père d'Anna et le grand-père de Zoé
- Cyril Lecomte : Peter Marks, le rival de Tom
- Marc Andreoni : Joël Robinetti, dit Jojo, le directeur du palace Louxor

### Personnages secondaires récurrents
- Antoine Gouy : Salvatore de Santis, le frère d'Anna
- Julie Fournier : Rachel Segal, la marraine de Zoé
- Luc Palun : Régis
- Nicolas Grandhomme : Édouard Segal, le mari de Rachel
- Pierre Samuel : juge Mendoza
- Camille Damour : Nick, inspecteur de police
- Michael Sisowath : Franco, inspecteur de police
- Vincent Heneine : Marcus, patron de boîte de nuit
- Elga Gnaly : Fatou, femme de chambre du palace Louxor

### Personnages non récurrents
- Said Benchnafa : Blaz, trafiquant de drogue
- Luna Lou : Justine Petrini, la voleuse du masque mortuaire de Napoléon
- Matthieu Brion : Marc Balabane, le tueur à gages

## Production

### Genèse et développement
Cette fiction est une coproduction d'Escazal Films, Frelon Productions, TF1, Be-FILMS et la RTBF (télévision belge), réalisée avec la participation de la Radio télévision suisse (RTS) ainsi que le soutien de la région Provence-Alpes-Côte d'Azur, du département des Alpes-Maritimes et du Centre national du cinéma et de l'image animée,.
La série est créée et écrite par Julien Guérif et Pierre Isoard d'après une idée originale de Samuel Le Bihan, et réalisée par Pierre Isoard,.
Samuel Le Bihan explique : « C'est une histoire que j'ai présentée à TF1 et qu'ils ont adorée. Dans la foulée, j'ai appelé mes comparses. On est très complices donc je leur ai instinctivement proposé ce projet. Ça les a intéressés et ils ont directement rebondi en me soumettant plein d'idées vraiment super ! On avait envie de bosser ensemble, envie d'une comédie, d'un ton plus léger, plus heureux, plus solaire, un peu déconnant et très stylisé. Je voulais que ça ait du style comme Ocean's Eleven et qu'il y ait un côté comédie à l'italienne, qu'il y ait du verbe, du jeu. ».
Lors du Festival de la fiction 2023, la productrice Sophie Révil évoque ce projet comme un mélange de comédie et de polar et précise qu'elle « n'a jamais vu une série avec un mélange de genre aussi assumé, avec une comédie très marquée. C'est un projet très original. ».

### Attribution des rôles
Le rôle principal est tenu par Samuel Le Bihan, « un changement de registre pour l'acteur qui quitte provisoirement le rôle titre d'Alex Hugo » pour interpréter « cet avocat atypique ».
L'acteur, résident de la région azuréenne depuis cinq ans, affiche son enthousiasme pour le projet : « C'était un peu un rêve de jouer dans le coin, entre la mer et la montagne, la Riviera… c'est un décor magnifique de carte postale, assez peu exploité au fond, avec une telle diversité de cultures, de classes sociales. J'avais envie d'un personnage un peu atypique, loufoque, qui vient de faire vingt ans de prison pour un meurtre qu'il n'a pas commis et qui, maintenant qu'il est dehors, décide de jouir de chaque instant, de profiter de la vie au maximum. Il est marqué par la souffrance et, en même temps, il est vraiment drôle ! On aimerait qu'il soit notre meilleur pote, parce qu'il est toujours plein de ressource, plein de propositions, séduisant par sa soif de renaissance et, surtout, de positivité ».

### Tournage
Le tournage de la série a lieu à partir du 10 octobre 2023 en région Provence-Alpes-Côte d'Azur,,, principalement à Nice.
Samuel Le Bihan explique le choix de Nice en évoquant l'éducation de sa fille, Angia, porteuse du trouble du spectre de l'autisme : « Je m'occupe de ma fille dont j'ai la garde et il s'avère que Paris n'était pas l'environnement idéal pour elle… Comme elle me suivait sur les tournages et que j'observais qu'on était plutôt heureux en province ou à l'étranger, au contact de gens qui aimaient exercer leurs métiers, qui étaient plus ouverts et surtout passionnés, ça m'a donné le déclic. […] L'élément de ma fille étant l'eau, j'ai voulu une ville au bord de la mer. Je ne connaissais personne à Nice, hormis un ami, mais j'ai rapidement été séduit. Ça reste une grande ville au bord de la mer, pratique d'accès et puis, il y fait beau… J'ai tenté et je ne regrette pas […] Ma fille y est heureuse, alors moi aussi. Je crevais d'envie de faire une série ici car je voulais partager ma vision et mon ressenti sur cet endroit qui est très contrasté. Grâce à ce personnage plutôt ludique et assez transversal, j'ai pu représenter la ville dans son ensemble ; de ses milieux extrêmement riches à ses classes les plus populaires. »,.

### Fiche technique
Sauf indication contraire, les informations mentionnées dans cette section peuvent être confirmées par les bases de données cinématographiques IMDb et Allociné,  présentes dans la section « Liens externes ».
- Titre français : Carpe Diem
- Genre : série judiciaire[6]
- Production : Sophie Révil et Denis Carot
- Sociétés de production : Escazal Films, Frelon Productions, TF1, Be-FILMS et la RTBF[3]
- Réalisation : Pierre Isoard
- Scénario : Julien Guérif et Pierre Isoard
- Musique : Stéphane Moucha[14]
- Chorégraphie : Carlos Cruz - Compagnie Corps et Danse
- Décors : Moundji Couture
- Costumes :
- Photographie : Bertrand Mouly
- Son : Santiago paul
- Montage : Éric Armbruster
- Maquillage : Audrey Crepin et Laetitia Bille
- Pays de production :  France /  Belgique[3]
- Langue originale : français
- Format : couleur
- Nombre de saisons : 1
- Nombre d'épisodes : 6
- Durée : 52 minutes
- Dates de première diffusion :
  - Belgique : 1er septembre 2024 sur La Une[1],[15].
  - Suisse : 25 février 2025 sur RTS 1
  - France : 10 mars 2025 sur TF1[16]
- Générique : Sway — Élodie Frégé[17].

## Accueil

### Audiences et diffusion

#### En Belgique
En Belgique, la série est diffusée le dimanche à 20 h 55 sur La Une par salve de deux épisodes du 1er au 15 septembre 2024,.
| Épisode              | Diffusion                   | Diffusion            | Audience moyenne          | Audience moyenne | Réf.   |
| Épisode              | Jour                        | Horaire              | Nombre de téléspectateurs | Classement       | Réf.   |
| -------------------- | --------------------------- | -------------------- | ------------------------- | ---------------- | ------ |
| 1                    | Dimanche 1er septembre 2024 | 20 h 55 - 21 h 55    | 277 439                   | 1er              | [ 15 ] |
| 2                    | Dimanche 1er septembre 2024 | 22 h 00 - 23 h 00    | 277 439                   | 1er              | [ 15 ] |
| 3                    | Dimanche 8 septembre 2024   | 20 h 55 - 21 h 55    | 195 483                   | 2e               | [ 19 ] |
| 4                    | Dimanche 8 septembre 2024   | 22 h 00 - 23 h 00    | 195 483                   | 2e               | [ 19 ] |
| 5                    | Dimanche 15 septembre 2024  | 20 h 55 - 21 h 55    | 267 819                   | 2e               | [ 20 ] |
| 6                    | Dimanche 15 septembre 2024  | 22 h 00 - 23 h 00    | 267 819                   | 2e               | [ 20 ] |
|                      |                             |                      |                           |                  |        |
| Moyenne de la saison | Moyenne de la saison        | Moyenne de la saison | 246 914                   |                  |        |

- Les plus hauts chiffres d'audience
- Les plus bas chiffres d'audience

#### En France
En France, la série est diffusée le lundi à 21 h 10 sur TF1 par salve de deux épisodes du 10 au 24 mars 2025.
| Épisode              | Diffusion            | Diffusion            | Audience moyenne          | Audience moyenne                       | Audience moyenne | Réf.   |
| Épisode              | Jour                 | Horaire              | Nombre de téléspectateurs | Part de marché (sur les 4 ans et plus) | Classement       | Réf.   |
| -------------------- | -------------------- | -------------------- | ------------------------- | -------------------------------------- | ---------------- | ------ |
| 1                    | Lundi 10 mars 2025   | 21 h 10 - 22 h 05    | 5 219 000                 | 27,3 %                                 | 1er              | [ 21 ] |
| 2                    | Lundi 10 mars 2025   | 22 h 05 - 23 h 10    | 4 310 000                 | 28,6 %                                 | 1er              | [ 21 ] |
| 3                    | Lundi 17 mars 2025   | 21 h 10 - 22 h 10    | 4 833 000                 | 25,9 %                                 | 1er              | [ 22 ] |
| 4                    | Lundi 17 mars 2025   | 22 h 10 - 23 h 15    | 4 120 000                 | 29,8 %                                 | 1er              | [ 22 ] |
| 5                    | Lundi 24 mars 2025   | 21 h 10 - 22 h 10    | 4 682 000                 | 25,4 %                                 | 1er              | [ 23 ] |
| 6                    | Lundi 24 mars 2025   | 22 h 10 - 23 h 10    | 4 220 000                 | 28,9 %                                 | 1er              | [ 23 ] |
|                      |                      |                      |                           |                                        |                  |        |
| Moyenne de la saison | Moyenne de la saison | Moyenne de la saison | 4 560 000                 | 27,7 %                                 | 1er              | [ 24 ] |

- Les plus hauts chiffres d'audience
- Les plus bas chiffres d'audience

### Accueil critique
Noémie Jadoulle, de la RTBF, est conquise par ce qu'elle qualifie de dramédie ensoleillée : « Force tranquille dans la série Alex Hugo depuis dix ans, Samuel Le Bihan montre ici une autre facette de son jeu. Espiègle et moqueur, mais aussi sensible et blessé, son nouveau personnage dégage un capital sympathie immédiat. On a envie qu'il sauve le monde, mais surtout, qu'il n'oublie pas de se sauver lui-même. Car vivre au jour le jour c'est bien, mais s'assurer un bel avenir, c'est encore mieux ».
Télérama évoque « des personnages originaux » qui « font de cette fiction une jolie ode à la résilience, agréablement interprétée ».
Télépro souligne que « l'excellent Samuel Le Bihan incarne un avocat atypique dans ce thriller en six volets remarquablement ficelé ».
Alexandre Letren, du site VL-Media, est enthousiaste : « Carpe Diem est une série qui est réellement bien produite, bien écrite et parfaitement réalisée pour donner corps à un personnage attachant, profond et que Samuel Le Bihan incarne avec talent. Ce rôle tantôt totalement solaire, à la limite de l'innocence face aux plaisirs de la vie, tantôt sombre quand il a une mission à accomplir ».